# Route 112 (Québec)
Pour les articles homonymes, voir R112 et Route 112.
La route 112 (R-112) est une route nationale québécoise d'orientation est / ouest située sur la rive sud du fleuve Saint-Laurent. Elle dessert les régions de Montréal, de la Montérégie, de l'Estrie et de Chaudière-Appalaches.

## Tracé
La route 112 commencerait, selon certaines indications, au centre-ville de Montréal, au coin de la rue Peel et de la rue Sherbrooke ouest. Elle suit ensuite la rue Wellington et la rue Bridge et traverse le Saint-Laurent sur le pont Victoria pour se terminer à Frampton à l'intersection avec la route 275. Le tronçon entre Montréal et Longueuil correspond à une section de l'ancienne route 7. Presque l'entièreté du reste de son tracé, soit entre Longueuil et Vallée-Jonction, était désignée comme la route 1 dans l'ancien système de numérotation routière.
Après avoir traversé le fleuve via le pont Victoria, la route 112 devient, à partir de la route 134 (boulevard Taschereau), une route à quatre voies à chaussées séparées pour une trentaine de kilomètres jusqu'à la route 227 à Marieville. Sur les cinq premiers kilomètres de ce tronçon, alors qu'elle porte le nom de boulevard Sir Wilfrid-Laurier, elle fait un chevauchement avec la route 116 et possède les standards autoroutiers. Il y a également un chevauchement avec la route 233 à Saint-Césaire. À Granby, elle passe en plein centre-ville et porte le nom de rue Principale, tout comme à Magog. À Waterloo, il y a chevauchement avec les routes 241 et 243.
Entre Magog et Sherbrooke, elle passe de part et d'autre du multiplex formé des autoroutes 10 et 55. À Sherbrooke, elle est la principale artère commerciale de la ville, portant successivement les noms de boulevard Bourque (dans les anciennes villes fusionnées de Deauville et de Rock Forest), puis rue King, au centre-ville de Sherbrooke. Entre Montréal et Sherbrooke, elle n'est plus une route transit mais plutôt une route touristique et de circulation locale. Longtemps, elle fut cependant à l'époque où elle était la route 1 le lien principal entre Montréal et les Cantons-de-l'Est, jusqu'à ce que l'A-10 la détrône dans cette fonction.
À l'est de Sherbrooke jusqu'à sa destination finale, Frampton, la situation est toute autre puisqu'elle est le principal lien routier entre l'Estrie et le centre de la Beauce. Il y a chevauchement avec la route 257 à Weedon (où elle porte le nom de 2e Avenue) et la route 161 de Weedon à Beaulac-Garthby, de même qu'avec la route 263 à Disraeli.
À Thetford Mines, où elle porte le nom de boulevard Frontenac, la route 112 est l'artère principale de la ville. Cependant, entre Saint-Joseph-de-Coleraine et Black-Lake, la route a été le théâtre d’un effondrement majeur en 2009, causé par un glissement de terrain à la mine Lac d’amiante. Ce tronçon a dû être relocalisé en raison des milliers de tonnes de roc tombées dans la mine à ciel ouvert. Après plusieurs années de travaux complexes, intégrant des mesures rigoureuses pour protéger contre les risques liés à l’amiante, un nouveau tracé a été inauguré en 2015. Elle forme un chevauchement avec les routes 269 et 271 à Thetford Mines, puis avec la route 173 à Vallée-Jonction. Au-delà de l'autoroute 73, elle devient une simple route collectrice jusqu'à Frampton alors que la plupart du trafic de transit emprunte l'autoroute vers Québec.

## Localités traversées (de l'ouest vers l'est)
Liste des municipalités dont le territoire est traversé par la route 112, regroupées par municipalité régionale de comté.

### Montréal
Montréal
- Montréal
  - Arrondissement Ville-Marie
  - Arrondissement Le Sud-Ouest

### Montérégie
Longueuil
- Saint-Lambert
- Longueuil
  - Arrondissement Vieux-Longueuil
  - Arrondissement Saint-Hubert

La Vallée-du-Richelieu
- Carignan
- Chambly

Rouville
- Richelieu
- Marieville
- Sainte-Angèle-de-Monnoir
- Rougemont
- Saint-Césaire
- Saint-Paul-d'Abbotsford

### Estrie
La Haute-Yamaska
- Granby
- Shefford
- Waterloo

Memphrémagog
- Stukely-Sud
- Saint-Étienne-de-Bolton
- Eastman
- Austin
- Magog

Sherbrooke
- Sherbrooke

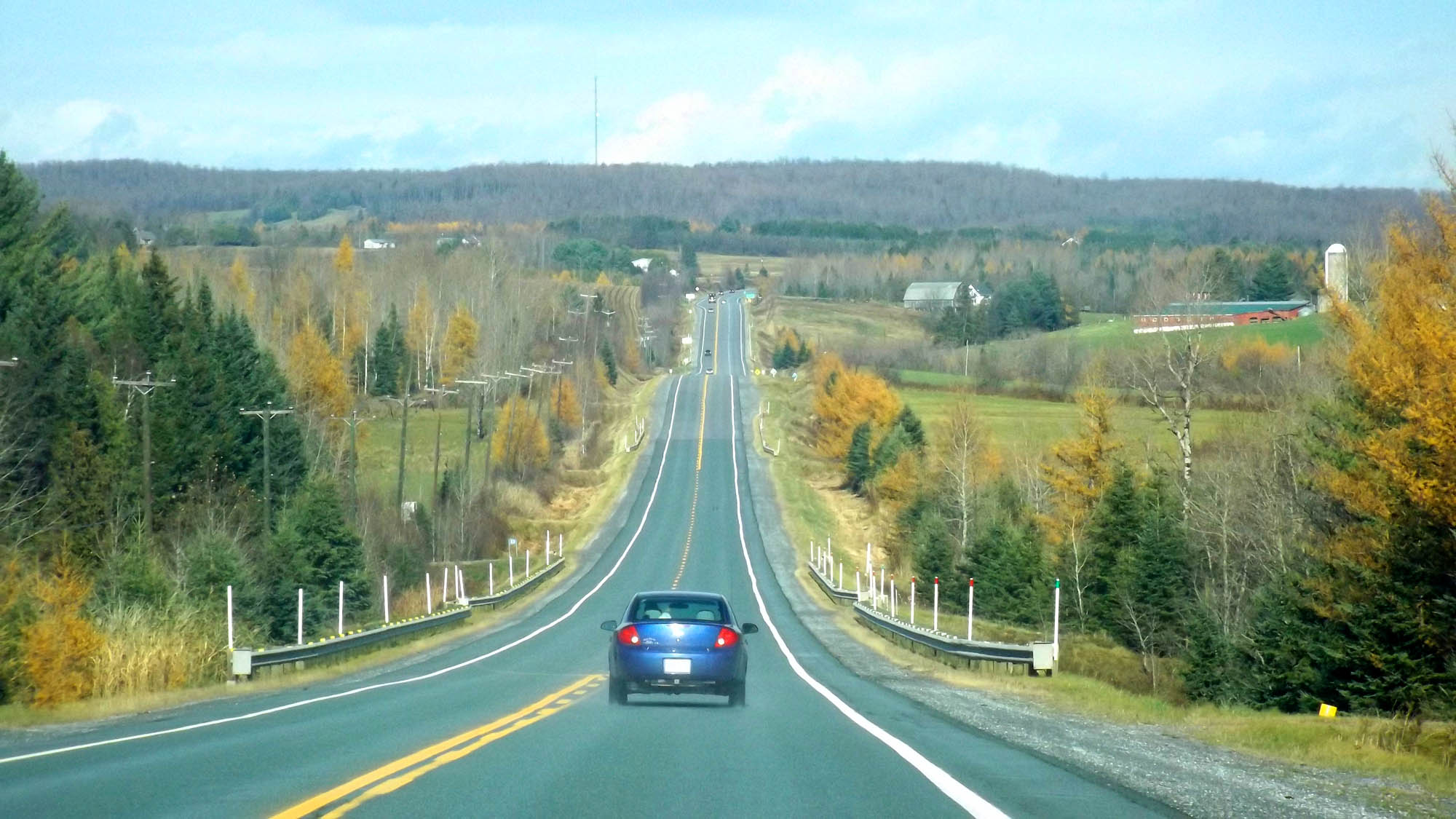
La route 112 à Dudswell

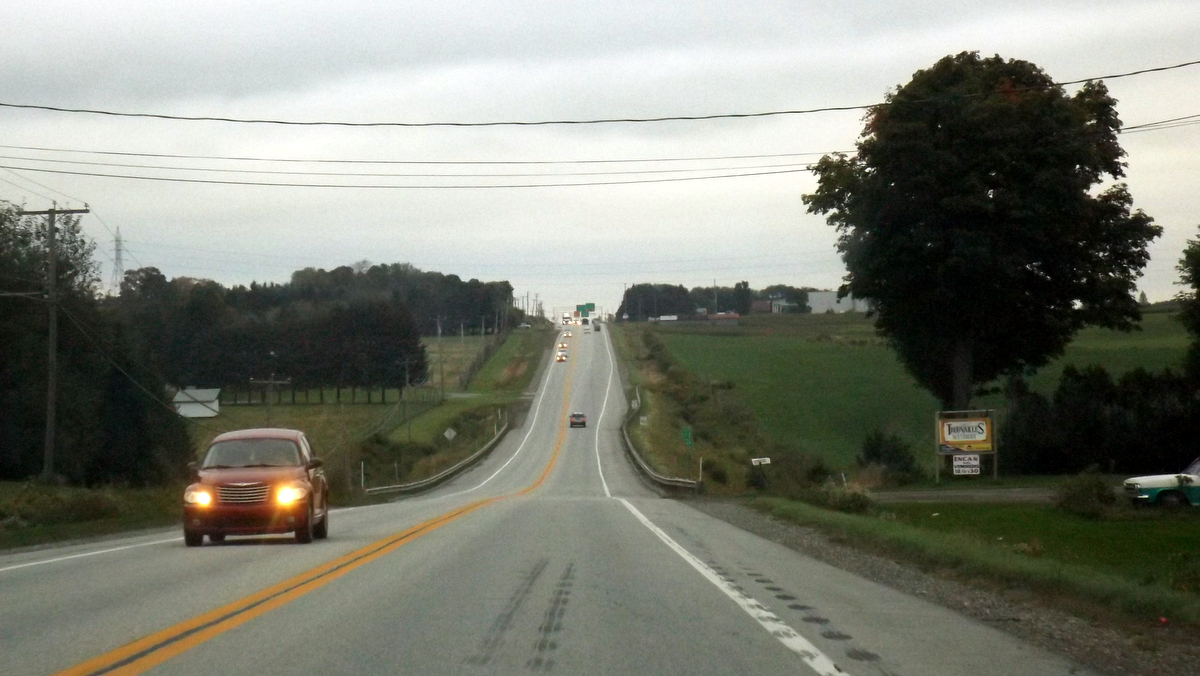
La route 112 à Westbury

  - Arrondissement Brompton–Rock Forest–Saint-Élie–Deauville
  - Arrondissement des Nations
  - Arrondissement Fleurimont

Le Haut-Saint-François
- Ascot Corner
- Westbury
- East Angus
- Dudswell
- Weedon

### Chaudière-Appalaches

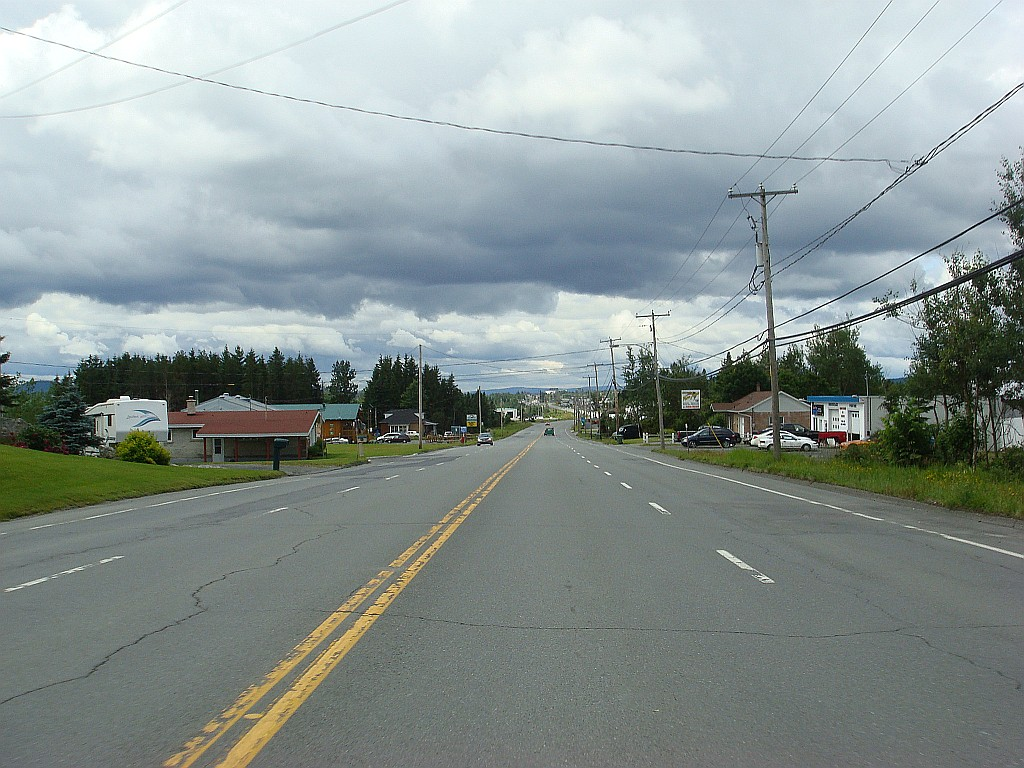
La route 112 à Thetford Mines

Les Appalaches
- Beaulac-Garthby
- Disraeli (Paroisse)
- Disraeli (Ville)
- Saint-Joseph-de-Coleraine
- Thetford Mines
- Saint-Pierre-de-Broughton
- Sacré-Cœur-de-Jésus
- East Broughton

Beauce-Centre
- Tring-Jonction
- Saint-Frédéric

La Nouvelle-Beauce
- Vallée-Jonction
- Saints-Anges
- Frampton

## Intersections majeures
| MRC                                       | Municipalité                                    | km            | Sortie                                           | Destinations                                                                                          | Notes |
| ----------------------------------------- | ----------------------------------------------- | ------------- | ------------------------------------------------ | --- | --- |
| Montréal                                  | Montréal                                        | 0,00          |                                                  | R-138 (Rue Sherbrooke) / Rue Peel                                                                     | R-112 suit Rue Peel; non-indiquée                                                                                                   |
| Montréal                                  | Montréal                                        | 0,60          |                                                  | Boulevard René-Lévesque                                                                               | |
| Montréal                                  | Montréal                                        | 0,90          |                                                  | Vers R-136 ouest / Rue Saint-Antoine                                                                  | |
| Montréal                                  | Montréal                                        | 1,80          |                                                  | Rue Wellington                                                                                        | La R-112 suit la Rue Wellington |
| Montréal                                  | Montréal                                        | 2,20          | Canal de Lachine                                 | Canal de Lachine                                                                                      | Canal de Lachine |
| Montréal                                  | Montréal                                        | 2,50          |                                                  | Rue Bridge                                                                                            | La R-112 suit la Rue Bridge |
| Fleuve Saint-Laurent                      | Fleuve Saint-Laurent                            | 3,80–6,20     | Pont Victoria                                    | Pont Victoria                                                                                         | Pont Victoria |
| Longueuil                                 | Saint-Lambert                                   | 6,40          |                                                  | A-20 / R-132 – Varennes, La Prairie, USA                                                              | Sortie 78 de l'A-20 |
| Longueuil                                 | Saint-Lambert                                   | 7,50          |                                                  | Avenue Victoria                                                                                       | |
| Longueuil                                 | Longueuil                                       | 8,80          | 1                                                | R-116 est / R-134 (Boulevard Taschereau) – La Prairie, Pont Jacques-Cartier, Montréal, Pont Champlain | Terminus ouest du multiplex avec la R-116; terminus ouest de la R-116; accès indirect au Boulevard Taschereau en direction est      |
| Longueuil                                 | Longueuil                                       | 10,20–10,80   | 2                                                | Boulevard Édouard                                                                                     | |
| Longueuil                                 | Longueuil                                       | 13,30         | 4                                                | Chemin de Chambly / Boulevard de Cousineau – Aéroport de Saint-Hubert                                 | Terminus est du multiplex avec la R-116; la R-112 quitte l'autoroute et suit le Boulevard Cousineau                                 |
| Longueuil                                 | Longueuil                                       | 13,30         | 4                                                | R-116 est (Boulevard Sir-Wilfrid-Laurier) – Belœil, Saint-Hyacinthe                                   | Terminus est du multiplex avec la R-116; la R-112 quitte l'autoroute et suit le Boulevard Cousineau                                 |
| Longueuil                                 | Longueuil                                       | 18,20         |                                                  | A-30 – Sorel-Tracy, Vaudreuil-Dorion                                                                  | Sortie 73 de l'A-30 |
| La Vallée-du-Richelieu                    | Carignan                                        | 24,80         |                                                  | R-223 nord – Belœil, Île Goyer                                                                        | Terminus ouest du multiplex avec la R-223                                                                                           |
| La Vallée-du-Richelieu                    | Chambly                                         | 29,50         |                                                  | R-223 sud – Saint-Jean-sur-Richelieu, Chambly                                                         | Terminus est du multiplex avec la R-223                                                                                             |
| Rouville                                  | Richelieu                                       | 30,60         |                                                  | R-133 vers A-10 – Saint-Jean-sur-Richelieu, Saint-Mathias-sur-Richelieu                               | A-10 indiqué en direction ouest seulement                                                                                           |
| Rouville                                  | Marieville                                      | 37,00         |                                                  | R-227 vers A-10 – Marieville (Centre-ville), Saint-Jean-Baptiste                                      | |
| Rouville                                  | Rougemont                                       | 43,70         |                                                  | R-229 nord – Rougemont, Saint-Jean-Baptiste                                                           | Terminus sud de la R-229 |
| Rouville                                  | Rougemont                                       | 46,50         |                                                  | R-231 nord – Saint-Damase, Saint-Hyacinthe                                                            | Terminus sud de la R-231 |
| Rouville                                  | Saint-Césaire                                   | 51,20         |                                                  | R-233 vers A-10 – Sainte-Brigide-d'Iberville, Farnham                                                 | |
| Rouville                                  | Saint-Paul-d'Abbotsford                         | 58,30         |                                                  | R-235 vers A-10 – Saint-Pie, Ange-Gardien                                                             | |
| La Haute-Yamaska                          | Granby                                          | 68,90         |                                                  | R-137 nord vers A-20 – Sainte-Cécile-de-Milton, Saint-Hyacinthe                                       | Terminus sud de la R-137; A-20 indiqué en direction ouest seulement                                                                 |
| La Haute-Yamaska                          | Granby                                          | 71,00         |                                                  | R-139 vers A-10 – Roxton Pond, Cowansville                                                            | |
| La Haute-Yamaska                          | Waterloo                                        | 93,30         |                                                  | R-241 nord / R-243 nord – Roxton Falls, Valcourt                                                      | Terminus ouest du multiplex avec la R-241 / R-243                                                                                   |
| La Haute-Yamaska                          | Waterloo                                        | 94,20         |                                                  | R-241 sud – Bromont, Cowansville                                                                      | Terminus est du multiplex avec la R-241; Cowansville indiqué en direction est seulement                                             |
| La Haute-Yamaska                          | Shefford                                        | 96,00         |                                                  | R-243 sud vers A-10 – Lac-Brome                                                                       | Terminus est du multiplex avec la R-243                                                                                             |
| Memphrémagog                              | Saint-Étienne-de-Bolton                         | 106,70        |                                                  | Vers A-10                                                                                             | Sortie 100 de l'A-10 |
| Memphrémagog                              | Eastman                                         | 112,00        |                                                  | R-245 sud vers A-10 – Bolton-Est, Mansonville                                                         | Terminus nord de la R-245 |
| Memphrémagog                              | Magog                                           | 121,30–121,70 |                                                  | A-10 / R-141 sud – Orford, Sherbrooke, Montréal                                                       | Terminus nord de la R-141; sortie 115 de l'A-10                                                                                     |
| Memphrémagog                              | Magog                                           | 126,70        |                                                  | R-141 (Rue Merry)                                                                                     | |
| Memphrémagog                              | Magog                                           | 127,40        |                                                  | R-108 est – Sainte-Catherine-de-Hatley                                                                | Terminus ouest de la R-108 |
| Memphrémagog                              | Magog                                           | 130,70        |                                                  | A-55 vers A-10 – Sherbrooke, Montréal, Stanstead                                                      | Sortie 33 de l'A-55 |
| Memphrémagog                              | Magog                                           | 132,80        |                                                  | A-10 ouest / A-55 sud – Montréal, Stanstead                                                           | Sortie 123 de l'A-10; pas de sortie en direction est vers A-10 west / A-55 south; la R-112 suit la voie de service de l'A-10 / A‑55 |
| Sherbrooke                                | Sherbrooke                                      | 132,80        | A-10 est / A-55 nord – Sherbrooke, Drummondville | | |
| Sherbrooke                                | Sherbrooke                                      | 133,80        |                                                  | R-249 nord – Saint-Denis-de-Brompton                                                                  | Terminus sud de la R-249 |
| Sherbrooke                                | Sherbrooke                                      | 137,00        |                                                  | A-10 / A-55 – Sherbrooke, Drummondville, Montréal, Stanstead                                          | Sortie 128 de l'A-10 / A-55 |
| Sherbrooke                                | Sherbrooke                                      | 148,00        |                                                  | A-410 vers A-10 / A-55 – Montréal, Drummondville, Cookshire-Eaton                                     | Sortie 4 de l'A-410 |
| Sherbrooke                                | Sherbrooke                                      | 153,80        |                                                  | R-143 (Rue des Grandes-Fourches)                                                                      | |
| Sherbrooke                                | Sherbrooke                                      | 155,40        |                                                  | R-216 (12e Avenue / 13e Avenue)                                                                       | Rues à sens-unique |
| Sherbrooke                                | Sherbrooke                                      | 160,40        |                                                  | A-610 ouest vers A-10 / A-55 – Montréal, Drummondville                                                | Terminus est de l'A-610 |
| Le Haut-Saint-François                    | East Angus                                      | 172,70        |                                                  | R-214 est / R-253 sud – East Angus, Cookshire-Eaton, Lac-Mégantic                                     | Terminus ouest de la R-214; terminus nord de la R-253; Lac-Mégantic indiqué en direction est seulement                              |
| Le Haut-Saint-François                    | Dudswell                                        | 188,10        |                                                  | R-255 – Dudswell (Bishopton), Val-des-Sources                                                         | |
| Le Haut-Saint-François                    | Weedon                                          | 204,90        |                                                  | R-257 sud – Gould, Fontainebleau                                                                      | Terminus ouest du multiplex avec la R-257                                                                                           |
| Le Haut-Saint-François                    | Weedon                                          | 205,90        |                                                  | R-257 nord – Ham-Sud                                                                                  | Terminus est du multiplex avec la R-257                                                                                             |
| Le Haut-Saint-François                    | Weedon                                          | 213,00        |                                                  | R-161 sud – Stratford, Lac-Mégantic                                                                   | Terminus ouest du multiplex avec la R-161                                                                                           |
| Les Appalaches                            | Beaulac-Garthby                                 | 220,40        |                                                  | R-161 nord – Ham-Nord, Victoriaville                                                                  | Terminus est du multiplex avec la R-161                                                                                             |
| Les Appalaches                            | Disraeli                                        | 230,20        |                                                  | R-263 nord – Saint-Jacques-le-Majeur-de-Wolfestown, Saint-Fortunat                                    | Terminus ouest du multiplex avec la R-263                                                                                           |
| Les Appalaches                            | Disraeli                                        | 231,10        |                                                  | R-263 sud – Sainte-Praxède, Lambton                                                                   | Terminus est du multiplex avec la R-263                                                                                             |
| Les Appalaches                            | Thetford Mines                                  | 251,00        |                                                  | R-165 nord – Saint-Ferdinand, Plessisville                                                            | Terminus sud de la R-165 |
| Les Appalaches                            | Thetford Mines                                  | 258,80        |                                                  | R-267 – Adstock, Saint-Jean-de-Brébeuf, Thetford Mines (Centre-ville)                                 | Adstock et Thetford Mines (Centre-ville) indiqués en direction est seulement                                                        |
| Les Appalaches                            | Thetford Mines                                  | 266,20        |                                                  | R-269 nord – Pontbriand                                                                               | Terminus ouest du multiplex avec la R-269                                                                                           |
| Les Appalaches                            | Thetford Mines                                  | 267,80        |                                                  | R-269 sud – Adstock                                                                                   | Terminus est du multiplex avec la R-269                                                                                             |
| Les Appalaches                            | Limite Thetford Mines–Saint-Pierre-de-Broughton | 273,80        |                                                  | R-271 nord – Saint-Pierre-de-Broughton, Saint-Jacques-de-Leeds                                        | Terminus ouest du multiplex avec la R-271                                                                                           |
| Les Appalaches                            | Sacré-Cœur-de-Jésus                             | 278,50        |                                                  | R-271 sud – Sainte-Clotilde-de-Beauce, Saint-Éphrem-de-Beauce                                         | Terminus est du multiplex avec la R-271                                                                                             |
| Beauce-Centre                             | Saint-Frédéric                                  | 295,70        |                                                  | R-276 est – Saint-Joseph-de-Beauce                                                                    | Terminus ouest de la R-276 |
| La Nouvelle-Beauce                        | Vallée-Jonction                                 | 305,50        |                                                  | R-173 sud – Saint-Georges                                                                             | Terminus ouest du multiplex avec la R-173                                                                                           |
| La Nouvelle-Beauce                        | Vallée-Jonction                                 | 305,80        |                                                  | R-173 nord – Sainte-Marie                                                                             | Terminus est du multiplex avec la R-173                                                                                             |
| La Nouvelle-Beauce                        | Limite Vallée-Jonction–Saints-Anges             | 308,40        |                                                  | A-73 – Québec, Saint-Georges                                                                          | Sortie 81 de l'A-73 |
| La Nouvelle-Beauce                        | Frampton                                        | 319,70        |                                                  | R-275 – Saint-Malachie, Sainte-Marguerite, Saint-Odilon-de-Cranbourne                                 | |
| - Terminus de multiplex - Accès incomplet |                                                 |               |                                                  | | |